# لوته وور
لوته وور (انگلیسی: Lotte Wæver؛ زادهٔ ۱۷ فوریهٔ ۱۹۴۲) بازیگر اهل دانمارک است.